# Ramitelli
Ramitelli è una frazione del comune di Campomarino, appartenente alla provincia di Campobasso, in Molise.

## Tuskegee Airmen
Ramitelli è nota, oltre che per la florida agricoltura, anche per essere stata territorio occupato in parte da un campo temporaneo d'aviazione, parte del complesso aeroportuale di Foggia, usato dall'esercito americano durante la Seconda guerra mondiale, in particolare dal XV Air Force 332d Fighter Group, parte dei "Tuskegee Airmen", famoso per essere formato per la prima volta da piloti afro americani.
Quella utilizzata dagli americani è stata una pista realizzata con grelle PSP, con adiacente area di parcheggio, costruita nei primi mesi del 1944. Usata dalla 322d FG fino alla fine della guerra e dalla Air Service Group 523d e 949i Air Squadron Engineering dopo il maggio 1945, la base venne chiusa nell'ottobre del 1945, con relativo smantellamento del campo di aviazione.
Oggi rimangono delle tracce della pista principale visibili solo dalle foto aeree, in quanto la terra è stata completamente restituita all'uso agricolo. Tuttavia, la comunità locale sta cercando di rivalutare la storia degli aviatori attraverso l'installazione di memoriali e targhe e attraverso eventi organizzati sotto la spinta della Tuskegee Airmen Incorporated, Chapter Italiano guidato dal professor Marco Altobello, il massimo esperto italiano della storia dell'aviazione locale e dei Tuakegee Airmen.

## Posizione geografica
Il territorio di Ramitelli è situato sulla sponda sinistra del torrente Saccione, a nord del fiume Fortore, dove vi è un clima mediterraneo compreso nella zona climatica C.

## Economia
L'economia di Ramitelli è essenzialmente agricola e particolarmente legata a quella di altre frazioni del comune di Campomarino, in particolare Nuova Cliternia, alla quale è legata per la condivisione di numerosi servizi.